# Píer de Santa Mônica

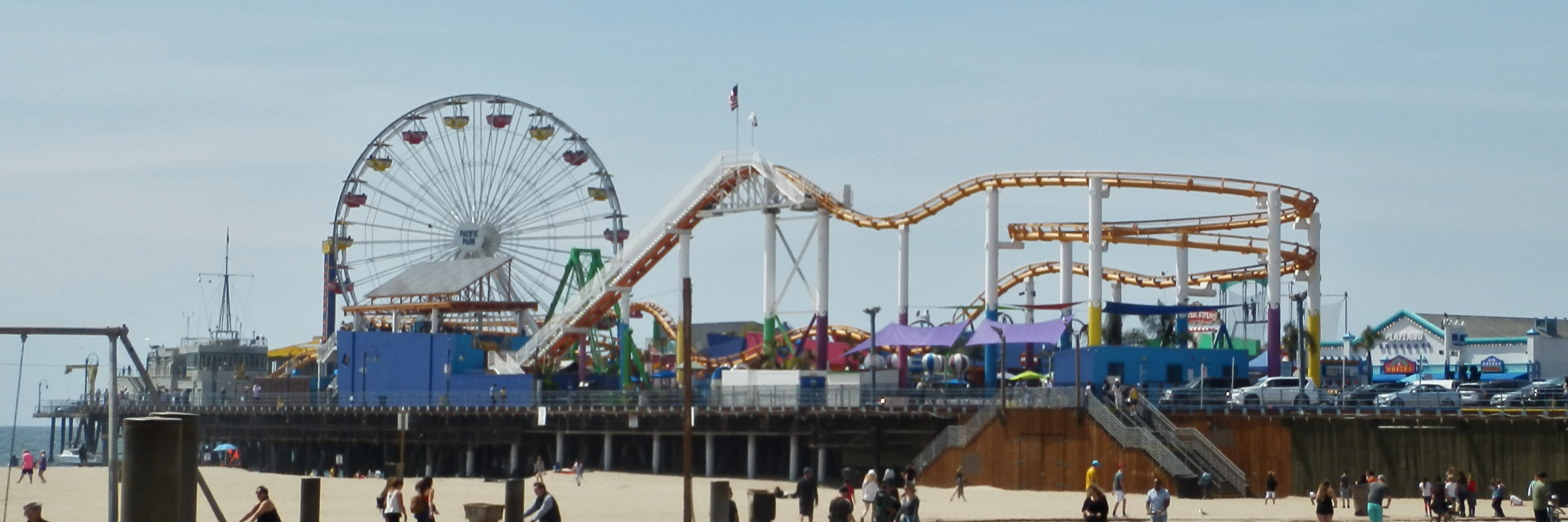
píer de Santa Mônica (2018)

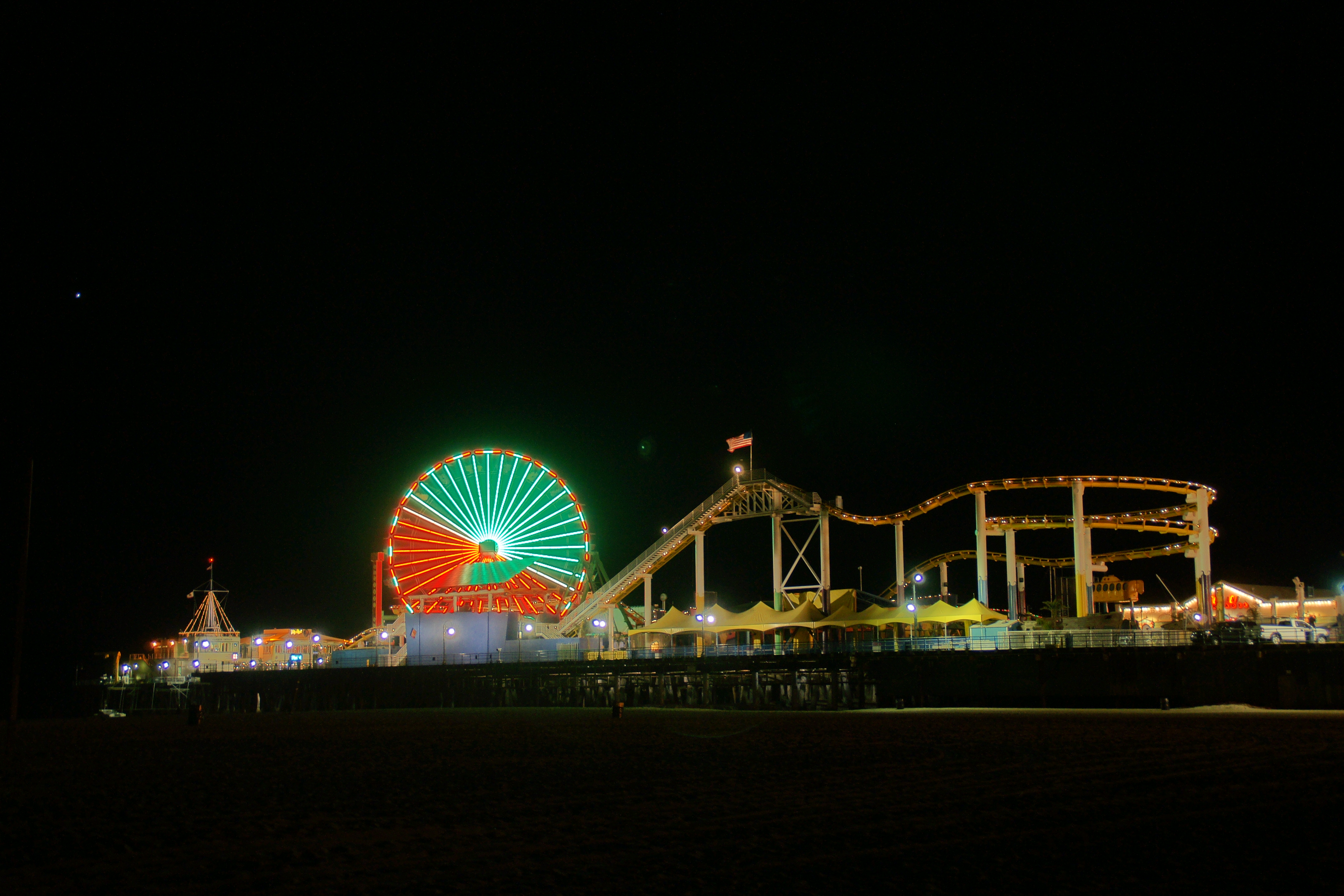
Vista noturna do píer de Santa Mônica

O Píer de Santa Mônica (português brasileiro) ou Pontão de Santa Mónica (português europeu) é um longo píer localizado na praia de Santa Mônica, Califórnia. O píer tem uma entrada icônica, sendo muito popular entre os residentes e os visitantes, um marco com mais de 100 anos de existência.

## Atrações

### Pacific Park
O píer contém o Pacific Park, um parque de diversões com sua roda-gigante com painel solar de última geração.

### Outras atrações
No parque também há um carrossel original dos anos 20, um aquário, lojas, artistas, uma videoconferência, uma escola de trapézio, e vários restaurantes. O extremo oeste do píer é uma localização popular para pescadores.